# 錫利萊克 (蒙大拿州)
錫利萊克（英語：Seeley Lake）是位於美國蒙大拿州米蘇拉縣的普查規定居民點。

## 歷史
錫利萊克的郵局自1918年營運至今。

## 人口
根據2020年美國人口普查的數據，錫利萊克的面積為34.00平方千米，當中陸地面積為31.75平方千米，而水域面積為2.25平方千米。當地共有人口1682人，而人口密度為每平方千米49.47人。